# Nikola Lefkov
Nikola Lefkov, né le 8 octobre 1997, est un coureur cycliste macédonien.

## Biographie
En 2018, Nikola Lefkov termine deuxième de la course en ligne et du contre-la-montre aux championnats de Macédoine. Il représente également son pays aux championnats d'Europe espoirs de Zlín. 
En 2020, il devient champion de Macédoine du Nord sur route. 

## Palmarès et résultats

### Par année
- 2016
  -  Champion de Macédoine de la montagne
- 2018
  - 2e du championnat de Macédoine du contre-la-montre
  - 2e du championnat de Macédoine sur route
- 2019
  - 2e du championnat de Macédoine du Nord du contre-la-montre
  - 2e du championnat de Macédoine du Nord sur route
- 2020
  -  Champion de Macédoine du Nord sur route
  - 2e du championnat de Macédoine du Nord du contre-la-montre
- 2024
  - 2e du championnat de Macédoine du Nord sur route
  - 3e du championnat de Macédoine du Nord du contre-la-montre

### Classements mondiaux
| Année                                 | 2018  | 2019  | 2020 | 2021  | 2022 | 2023 | 2024  |
| ------------------------------------- | ----- | ----- | ---- | ----- | ---- | ---- | ----- |
| Classement mondial                    | 1307e | 1267e | 547e | 2123e | nc   | nc   | 1263e |
| UCI Europe Tour                       | 806e  | 873e  | 445e | 1441e | nc   | nc   | nc    |
|                                       |       |       |      |       |      |      |       |
| Légende : nc = non classéSource : UCI |       |       |      |       |      |      |       |